# Halophytum
Halophytum, monotipski biljni rod smješten u vlastitu porodicu Halophytaceae, dio reda Caryophyllales. Jedina je vrsta H. ameghinoi, jednogodišnji sukulent iz Patagonije, argentinski endem iz provincija Catamarca, Chubut, La Rioja, Mendoza, Neuquen, Río Negro, Santa Cruz, San Juan i San Luis.
H. ameghinoi se može naći na visinama od 0 do 2500 metara nad morem